# Niwat Srisawat
Niwat Srisawat (en tailandés: นิวัฒน์ ศรีสวัสดิ์; Phitsanulok, Tailandia, 19 de agosto de 1947-Nakhon Pathom, Tailandia. 19 de abril de 2025) fue un jugador y entrenador de fútbol tailandés que jugó en la posición de delantero. Era medio hermano del también futbolista Daoyod Dara.

## Carrera

### Club
| Periodo   | Club         |
| --------- | ------------ |
| 1966-1970 | Raj-Vithi FC |
| 1971-1980 | PAT FC       |

### Selección nacional
A nivel de selecciones menores jugó para Tailandia en la categoría sub-20 de 1966 a 1967. Jugó para Tailandia en 85 ocasiones y anotó 28 goles desde 1967 hasta su retiro internacional el 2 de diciembre de 1976, en una victoria por 1-0 sobre Corea del Sur por la King's Cup. También participó en los Juegos Olímpicos de México 1968 y en dos ediciones de los Juegos Asiáticos.

### Entrenador
Fue entrenador del Thai Port FC de 2002 a 2007.

## Logros
- Copa Kor Royal (5): 1972, 1974, 1976, 1978, 1979
- Queen's Cup (4): 1977, 1978, 1979, 1980